# Jurinella ariel
Jurinella ariel là một loài ruồi trong họ Tachinidae.